# Геофизическая станция «Ловозеро»
Геофизи́ческая ста́нция «Лово́зеро» — государственный памятник природы регионального значения на территории Ловозерского района Мурманской области. Геолого-геофизический полигон с собственной обсерваторией.

## Расположение
Расположен в центральной части Кольского полуострова в северо-западной части Ловозерского района в двух километрах к юго-востоку от села Ловозеро в километре к западу от северной части озера Ловозеро на восточном берегу озера Поповского. Кроме самого полигона охране подлежат прилегающие к нему земли. Общая площадь занимаемой территории — 4 гектара.

## Статус
Статус памятника природы получен 24 декабря 1980 года решением № 537 исполкома Мурманского областного Совета народных депутатов. Ответственные за контроль и охрану памятника — Дирекция государственных особо охраняемых природных территорий регионального значения Мурманской области и Комитет природопользования и Экологии Мурманской области.

## Описание
Уникальность геофизической станции «Ловозеро» заключается в том, что это единственная подобная станция на территории России, где наблюдения за полярными сияниями ведутся непрерывно в течение долгого времени. Основными задачами геолого-геофизического полигона являются работы по изучению и регистрации полярных сияний, вариаций магнитного поля и прочих геофизических эффектов высоких широт, связанных с физическими процессами, происходящими в магнитосфере, ионосфере и атмосфере Земли.
Добраться до памятника природы относительно несложно, находящееся всего в 2 километрах от него село Ловозеро связано автобусным сообщением со столицей области — Мурманском. А от села до полигона можно добраться по автомобильной дороге, вплотную прилегающей к станции с востока и ведущей в ныне нежилое село Семёрка на берегу озера Ловозеро.

## Карты местности
- Лист карты Q-36-V,VI Ревда. Масштаб: 1 : 200 000. Указать дату выпуска/состояния местности.
- Лист карты Q-36-11-А,Б Семерка. Масштаб: 1 : 50 000.